# Mariusz Piekarski
Mariusz Piekarski (* 22. März 1975 in Białystok) ist ein ehemaliger polnischer Fußballspieler.

## Vereinskarriere
Der Mittelfeldspieler Mariusz Piekarski spielte während seiner Karriere in Polen bei Jagiellonia Białystok, Polonia Gdańsk, Zagłębie Lubin und KP Legia Warschau. Von 1996 bis 1998 spielte er, für einen Polen ungewöhnlich, in Brasilien bei Athletico Paranaense, Flamengo Rio de Janeiro und Mogi Mirim EC. Hier lernte er auch seine spätere Frau kennen, die Fernseh-Moderatorin Kelley Vieira. Nach seiner Rückkehr nach Europa spielte er für den SC Bastia in Frankreich und für Anorthosis Famagusta auf Zypern. 2003 beendete Piekarski im Alter von nur 28 Jahren seine Profikarriere. Wegen seines ausschweifenden Lebensstils konnte er sein großes Talent nie wirklich ausnutzen. Seit Anfang 2009 ist Piekarski Fußballmanager.

## Nationalmannschaft
Für Polen absolvierte er 1998 (0:4 gegen Paraguay) und dann auch noch 2002 (2:1 gegen die Färöer-Inseln) je ein Spiel. Es waren seine einzigen beiden Einsätze für sein Heimatland.

## Erfolge
- 1× Polnischer Meister (2002)
- 1× Polnischer Ligapokalsieger (2002)
- 1× Zyprischer Pokalsieger (2003)